# James Rosemond
James Rosemond (né le 5 février 1965), souvent connu sous le nom de Jimmy Henchman ou parfois Jimmy Henchmen,, est un dirigeant de l'industrie du divertissement et criminel américain.

## Biographie

### Jeunesse
James J. Rosemond est né en 1965 à Harlem, New York et a grandi à Flatbush (Brooklyn), dans un complexe d'appartements appelé Vanderveer Gardens. Ses parents ont émigré d'Haïti dans les années 1960. Ils ont divorcé quand il était jeune, laissant sa mère élever seule leurs cinq enfants.

### Carrière dans le divertissement
Rosemond et plusieurs amis ont fondé la conférence musicale How Can I Be Down en 1992,.
En 2002, Rosemond a négocié le match de boxe Lennox Lewis contre Mike Tyson. C'était la première fois qu'un boxeur exigeait qu'après un million d'achats en pay-per-view, les boxeurs partagent la bourse 50-50 avec Showtime Networks / HBO,.
En 2003, Rosemond, en compagnie de Chris Lighty, il rejoint Russell Simmons dans sa campagne pour mettre fin aux lois draconiennes sur les drogues Rockefeller à New York,.
En compagnie de Shakim Compere et Mona Scott, il produit le SOS Saving Ourselves de BET : il s'agit d'une aide pour Haïti, un téléthon organisé à l'American Airlines Arena de Miami le 5 février 2010, afin de collecter des fonds pour les victimes dévastées du tremblement de terre de 2010 en Haïti qui a tué plus de 100 000 personnes.
Vers 1996, Rosemond a fondé Henchmen, la société qui deviendra plus tard la société de gestion de rap Czar. Il était le PDG de Czar, quand il géra The Game, Sean Kingston, Brandy, Gucci Mane, Guerilla Black (en), Salt-n-Pepa et Akon. Il était une figure connue de l'industrie de la musique hip hop, décrite dans un article du New York Times en 2012 comme « un prince à la cour royale, dont les liens avec les plus grandes stars de la musique rap étaient connus de loin ». Rosemond était le directeur de The Game pendant une querelle avec 50 Cent lorsque celui-ci enregistra la diss song « 300 Bars and Runnin, ». En 2006, Henchman et 50 Cent ont réglé un procès concernant un DVD que Czar Entertainment a publié sur l'homonyme de 50 Cent, Kelvin « 50 Cent » Martin, dans lequel des interviews avec Jackson auraient été utilisées de manière inappropriée. Dans le règlement, un organisme de bienfaisance a été créé avec des fonds destinés à soutenir Martin et ses enfants.

### Vie privée
Rosemond a un fils, James Rosemond, Jr., avec Cynthia Reed originaire de Staten Island.
En 2008, le Los Angeles Times s'est rétracté et s'est excusé pour une histoire qui avait allégué que Rosemond avait été impliqué dans un événement criminel. L'histoire était basée sur des documents créés par une personne reconnue coupable de fraude qui avait été faussement soupçonnée de provenir d'un dossier du FBI.

## Affaires judiciaires

### Condamnations pour trafic de drogue, blanchiment d'argent et falsification de témoins
En juin 2010, il a été arrêté pour trafic de cocaïne, blanchiment d'argent et falsification de témoins. Rosemond a été jugé en mai 2012, représenté par Gerald Shargel.
Le 5 juin 2012, Rosemond a été reconnu coupable par le tribunal fédéral de district de Brooklyn de trafic de drogue, d'entrave à la justice, de violations d'armes à feu et d'autres crimes financiers liés à son poste de chef d'une organisation transnationale de vente de cocaïne de plusieurs millions de dollars. Au procès, il a été allégué que Rosemond dirigeait l'organisation de trafic de stupéfiants bi-côtière à grande échelle qui transportait de la cocaïne de Los Angeles, en Californie, à la région métropolitaine de New York. Le groupe, connu sous le nom de « Rosemond Organization », a à son tour expédié le produit des ventes de stupéfiants à Los Angeles en utilisant diverses méthodes dans le cadre de ses opérations. Des millions de dollars en espèces et en stupéfiants ont été envoyés par Federal Express et United Parcel Service, souvent recouverts de moutarde pour éviter d'être découverts par des chiens de détection. Dans l'acte d'accusation, les procureurs ont noté que Rosemond avait gagné plus de 11 millions de dollars par an depuis 2007 grâce à son programme de trafic de drogue.
Le 25 octobre 2013, Rosemond a été condamné à la réclusion à perpétuité,,. Dans le cadre de sa peine, la justice lui confisqua environ 14 millions de dollars en espèces et en biens. La procureure des États-Unis pour le district est de New York, Loretta E. Lynch, déclara que l'image soigneusement conçue de Rosemond en tant que magnat de la musique était en réalité « une couverture du sombre Jimmy Rosemond — un voyou en costume ». Le juge président John Gleeson fit remarquer qu'il l'aurait condamné à la perpétuité même si cela n'était pas légalement requis car ses crimes étaient « étonnants par leur ampleur, leur durée et leur intensité ». 
Le 10 mars 2016, Rosemond déposa un recours en habeas corpus demandant un nouveau procès ainsi qu'une plainte à l'Office of Professional Responsibility du ministère américain de la Justice contre l'ancien procureur américain Todd Kaminsky, citant les mesures prises pour obtenir le témoignage du témoin principal du gouvernement, Henry « Black » Butler,. En 2019, le tribunal rejeta l'affaire.

### Meurtre contre rémunération
En juin 2012, Rosemond a été accusé de quatre crimes liés à la mort de l'affilié du G-Unit Lowell « Lodi Mack » Fletcher, y compris le meurtre pour compte d'autrui et le complot en vue de commettre un meurtre. Rosemond aurait organisé un meurtre en guise de vengeance pour l'agression présumée de son fils par Tony Yayo. Le procès a débuté le 10 février 2014 devant un tribunal fédéral. Plus de 35 témoins ont témoigné au procès. Les plaidoiries de clôture ont pris fin le 4 mars 2014. Les délibérations du jury ont abouti sur quatre chefs d'accusation pour Rosemond et son co-accusé Johnson. Rosemond a de nouveau comparu devant un jury en décembre 2014 et le 11 décembre, qui le déclarèrent coupable de tous les chefs d'accusation pour le meurtre de Lowell « Lodi Mack » Fletcher.
Le 23 mars 2015, Rosemond a été condamné à la prison à vie par le juge Colleen McMahon dans son affaire de meurtre pour compte d'autrui. En 2020, Rosemond perdit son appel devant la Cour d'appel américaine du deuxième circuit.

## Dans la culture populaire
Rosemond est présenté dans la série documentaire 2016 Unjust Justice: The Jimmy Rosemond Tapes, un regard d'enquête sur sa vie et ses affaires criminelles.
Henchman a été mentionné par Tupac Shakur dans sa chanson Against All Odds sur son album The Don Killuminati: The 7 Day Theory, sur lequel Shakur rappe « je promet de rembourser Jimmy Henchman en temps voulu ». Tupac croyait qu'il était impliqué dans l'organisation du tournage et de son vol aux Quad Recording Studios à New York en novembre 1994. En 2012, un homme du nom de Dexter Isaac, purgeant une peine d'emprisonnement à perpétuité pour des crimes non liés, affirma qu'il avait attaqué Shakur cette nuit-là et que le vol avait en effet été orchestré par Rosemond.
Le rappeur américain Rick Ross reconnaît Rosemond comme un mentor dans sa chanson Ghostwriter de l'album Black Market : « Rappelez-vous avoir reçu des paroles de sagesse de Jimmy Henchman, j'ai allumé un émoussé en son honneur quand il a reçu sa sentence ».